# François Tallemant der Ältere

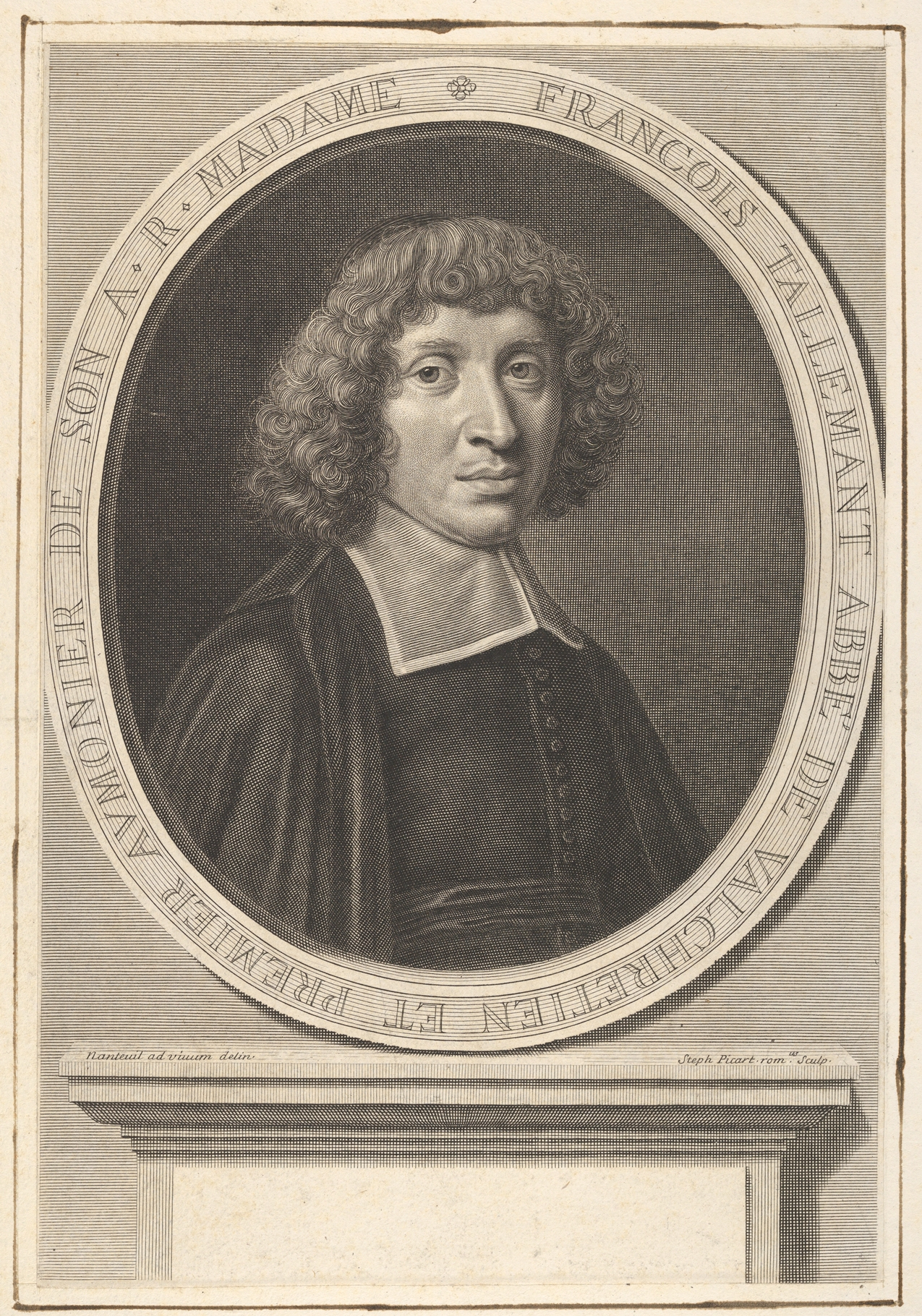
François Tallemant

François Tallemant der Ältere (französisch: François Tallemant l’Aîné) (* 23. September 1620 in La Rochelle; † 6. Mai 1693 in Paris) war ein französischer römisch-katholischer Geistlicher, Kommendatarabt, Übersetzer und Mitglied der Académie française.

## Leben und Werk

### Die Familie
François Tallemant war der jüngere Bruder von Gédéon Tallemant des Réaux und der Vetter von Paul Tallemant. Die Bezeichnung „Tallemant der Ältere“ diente der Unterscheidung zu seinem Vetter Paul (Tallemant der Jüngere), der mit ihm den geistlichen Stand und ab 1666 die Mitgliedschaft in der Académie française teilte.
Die aus Tournai in Flandern stammende protestantische Familie war seit 1561 in La Rochelle ansässig und wurde durch Bank- und Versicherungsgeschäfte sehr wohlhabend. Nach einem Aufenthalt in Bordeaux übersiedelte die Familie 1634 nach Paris.

### Konversion und Karriere
1638 unternahmen die beiden Brüder Tallemant eine Italienreise mit Abbé Retz, dem späteren Kardinal. Bei einer zweiten Romreise trat François Tallemant zum katholischen Glauben über, wurde Abbé und kaufte 1643 das Amt eines Almoseniers des Königs. 1651 wurde er in die Académie française (Sitz Nr. 16) gewählt. 1663 wurde er zum Kommendatarabt von Kloster Le Val-Chrétien ernannt, ferner zum Prior des Klosters Saint-Irénée in Lyon. Da die Bank seines Vaters inzwischen ruiniert war, verkaufte er 1666 sein Amt und übernahm dafür 1671 das Amt eines Almoseniers von „Madame“ (Liselotte von der Pfalz), das er bis zu seinem Tod 1693 innehatte. 

### Der Übersetzer. Bildnis
Tallemant übersetzte aus dem Griechischen die Parallelbiographien des Plutarch, die bereits in einer (inzwischen 100 Jahre alten) berühmten Übersetzung durch Jacques Amyot vorlagen. Entgegen dem negativen Urteil Boileaus billigt Gerhard Ernst dem Übersetzer Tallemant eine „kritische Distanz“ zu Amyot zu. Danach übersetzte er aus dem Italienischen umfangreiche Geschichtstexte des Giovan Battista Nani (1616–1678).
Sein Porträt ist durch einen Stich von Étienne Picart bekannt.

## Werke
- La vie de Marcellus. Nouvellement traduite du grec de Plutarque en françois. Paris 1662.
- Les Vies des hommes illustres de Plutarque, nouvellement traduites de grec en françois. 6 Bde. Paris 1663–1665.
- Giovan Battista Nani: Histoire de la République de Venise. 2 Bde. Köln 1682. [Übersetzer]
- Giovan Battista Nani: Histoire... contenant ce qui s'est passé de plus remarquable dans toute l’Europe depuis l’année 1610 jusques en l’année 1671, traduite de l’italien. 4 Bde. Paris 1689.